# 活用 (日語)
活用（日语： Katsuyō）指的是日語的詞型變化，而同個單語（單字）的不同詞型被稱為活用形。

## 簡介
有活用且可獨立使用的單語被稱為用言（動詞、形容詞和形容動詞）；反之有活用但不能獨立使用的被稱為助動詞。
相較於印歐語系（如英語）的屈折變化，日語的活用形並非隨時態、人稱與單複數做變化，反而隨接續詞語的不同而變化。換句話說，對於兩個相接的單語，後面的常常會限制前面的活用形，如現代助動詞大多要求前接連用形；古典疑問係助詞置於句尾時要求前接連體形。

### 日語名詞無活用
活用不像英語這種印欧语系的屈折變化那樣，包括名詞或代名詞的格位、人稱或單複數，這是因為日語的名詞和代名詞被劃分成無活用、獨立且可做為作主詞的體言，如：
  （小孩在公園玩）
就像中文一般，可以同時理解成一群小孩或是一個小孩，也就是說日語名詞本身並不區分單複數。
至於某些複數接尾辭，如名詞（一群貓）的，並不是隨單複數而產生的的詞型變化。因為最初是上古日語用於神、天皇和高貴之人的複數尊稱，之後才逐漸變成對人的複數丁寧（客氣）用法甚至是對人和動物的普通複數用法；雖然現代日語可能因為英語的影響，電視上有越來越多（燒制的瓷器）、和（便當）等等無生物的複數用法，但英語水平較好的日本人較高比例地把這個用法視為「比喻」或是「擬人化」。而且這些「複數用法」的意義常常是代表「許許多多的種類的某物」（各種瓷器、各種工作的細胞、各種便當）。
日語助詞也不能視為日語名詞變化的一部分，如：
 （太郎給了花子書）
裡、和這種沒有活用、不能獨立使用的助詞，它們頂多能被視為提示格位的後置詞；因為像這段例句中，提示主格；提示與格；提示受格，但：
 （我想要那本書）
裡的就只是提示形容詞描述的對象，卻不是提示主格；而這裡的助詞則是由強調區別的本意（類似文言文的『者』），從而延伸出提示句子主題，進而提示主語的功能。

## 活用形的分類
雖然說單語的活用形是依據接續的詞語而變化，但是學者們還是嘗試從文法功能的觀點來更有效地分類活用形。但另一方面，還須考慮到現代日語文法分為日本義務教育體系教授的（亦稱為），還有針對非日語母語使用者的。

### 學校文法
學校文法將現代活用形分為、（假定形）和。
其中未然形、終止形、假定形、命令形是依據文法功能來劃分出的分類，也就是說
- 未然形總是拿來後接表示否定跟推量的助動詞，也就是表達未完成的意義。
- 終止形總是拿來放在句尾來終止一個完整句子。
- 假定形拿來接續提示假定或確定條件的助詞。
- 命令形表示命令（或是祈願）用的。

而連用、連體形是以接續何種品詞來劃分出的分類，也就是說
- 連用形總是拿來接續用言（動詞、形容詞和形容動詞）。
- 連體形總是拿來接續並修飾體言（名詞、代名詞等等獨立且可做為主詞的無活用單語）。

學校文法事實上是以古典日語文法的觀點來審視現代日語而成的，所以它幾乎繼承古典文法的所有活用形分類。但仍有兩點重要的例外：
- 現代假定形是演化自古典未然形與已然形。古典日語的假定條件由表示未完成的未然形來表達；反之確定條件由表示已完成的已然形來表達，但大概從室町時代後期，未然形表假定條件的功能逐漸被已然形取代[參⁠ 4]，所以才混合並產生出現代的假定形。
- 終止形從中世日語後期（室町時代）開始被連體形同化[參⁠ 5]，造成了現代連體和終止形相差無幾的局面（除了形容動詞和一些助動詞）。

且形態上，古典活用形和現代活用形間有不小的差距，比如說，現代下一段動詞來自於古典下二段動詞，它的假定形是，但古典動詞的已然形卻是（未然形是）。

### 教育文法
教育文法也是用文法功能和接續詞語來分類，但較繁複而沒有系統，如下表以動詞的活用形為例
|                                 | +否定助動詞「」 | [ 註⁠ 2 ] |
| +助動詞「」                     |                 |          |
|                                 |                 |          |
|                                 |                 |          |
| +助動詞「」                     |                 |          |
| +推量助動詞「」                 |                 |          |
|                                 | +丁寧助動詞「」 |          |
| +接続助詞「」                   |                 |          |
| +過去、完了、持續狀態助動詞「」 |                 |          |
| [ 註⁠ 4 ]                        |                 |          |
|                                 | +「」           | [ 註⁠ 5 ] |
|                                 |                 |          |
| [ 註⁠ 6 ] [ 參⁠ 7 ]               |                 |          |

進一步的，被助動詞補助的使役形在教育文法中被稱為使役受身形，也就是未然形+「 / 」。這凸顯了教育文法的缺點，需將兩個以上詞語相接的狀況分開處理，而不能將之歸入基本活用形的架構下。但對於學校文法來說，就只是接續更多的詞語來進一步補助而已。
雖說如此，但教育文法本質是以普通語言學為基礎去重構現代日語文法，所以比較重視時下的慣用法而非從語源去分析，並且也傾向從語言的共通部分來做解釋（如強調兼有表達過去和完成狀態的功能），所以非常適合有實用需求而想快速上手的初學者。
但為了更系統地涵蓋現代和古典的活用形，本頁面以學校文法為主，輔以教育文法的對照。

## 教育文法活用對照表
|  |  |  |
|  |  |  |
|  |  |  |
|  |  |  |
|  |  |  |

|      |              |         |          |           |           |           |           |        |         | [ 註⁠ 7 ] | [ 註⁠ 8 ] |
|      | [ 註⁠ 9 ]     |         |          | [ 註⁠ 10 ] | [ 註⁠ 11 ] | [ 註⁠ 12 ] | [ 註⁠ 13 ] |        |         | [ 註⁠ 7 ] | [ 註⁠ 8 ] |
| ---- | ------------ | ------- | -------- | --------- | --------- | --------- | --------- | ------ | ------- | -------- | -------- |
| （） | -u "洗"      | -wanai  | -waseru  | -wareru   | -ō        | -imasu    | -tte      | -tta   | -eba    | -e       | -eru     |
| （） | -tsu "等待"  | -tanai  | -taseru  | -tareru   | -tō       | -chimasu  | -tte      | -tta   | -teba   | -te      | -teru    |
| （） | -ru "取"     | -ranai  | -raseru  | -rareru   | -rō       | -rimasu   | -tte      | -tta   | -reba   | -re      | -reru    |
| （） | -ku "寫"     | -kanai  | -kaseru  | -kareru   | -kō       | -kimasu   | -ite      | -ita   | -keba   | -ke      | -keru    |
| （） | -gu "游泳"   | -ganai  | -gaseru  | -gareru   | -gō       | -gimasu   | -ide      | -ida   | -geba   | -ge      | -geru    |
| （） | -bu "玩耍"   | -banai  | -baseru  | -bareru   | -bō       | -bimasu   | -nde      | -nda   | -beba   | -be      | -beru    |
| （） | -mu "喝"     | -manai  | -maseru  | -mareru   | -mō       | -mimasu   | -nde      | -nda   | -meba   | -me      | -meru    |
| （） | -su "說話"   | -sanai  | -saseru  | -sareru   | -sō       | -shimasu  | -shite    | -shita | -seba   | -se      | -seru    |
| （） | -iru "看到"  | -inai   | -isaseru | -irareru  | -iyō      | -imasu    | -ite      | -ita   | -ireba  | -iro     | -irareru |
| （） | -eru "吃"    | -enai   | -esaseru | -erareru  | -eyō      | -emasu    | -ete      | -eta   | -ereba  | -ero     | -erareru |
| （） | -suru "戀愛" | -shinai | -saseru  | -sareru   | -shiyō    | -shimasu  | -shite    | -shita | -sureba | -shiro   | -dekiru  |
| （） | -kuru "來"   | konai   | kosaseru | korareru  | koyō      | kimasu    | kite      | kita   | kureba  | koi      | korareru |

注意到這組助動詞的接續規則是：未然形活用語尾以段結尾的接續，其餘接續；這就是教育文法的、和背後形成的規則。
類似的，這組助動詞的接續規則是：未然形活用語尾以段結尾的接續，其餘接續；這就是教育文法背後形成的規則。
事實上從上表也可以觀察出這組推量助動詞的接續規則也是（未音便前的）未然形活用語尾以段結尾的接續，其餘接續。至於五段動詞意向形最後的結果，為何是段+，請參見下面五段活用一節。

## 現代日语的活用

### 動詞
以下簡單介紹現代日語動詞各活用形的主要功用：
- 未然形：接續特定的助動詞 （如否定助動詞、推量助動詞和使役助動詞。） 但表狀態和存在的行五段動詞的未然形習慣上不接續，反而是直接以形容詞做否定。
  -  （Kono tatemono ni wa rekishi-tekina kachiga aru.）這個建築物有歷史價值。
  - （Tatemono jitai ni wa rekishi-teki kachi ga nai.）建築物本身沒有歷史價值。
- 連用形：可用來接續其他用言和大部分的助動詞；或接在前來暫時中止句子。也可直接作為名詞 [註⁠ 16]。
- 終止形：常置於句末來結束一段句子，但也可再後接終助詞來表達語氣。字典習慣上以終止形來代表用言和助動詞，故教育文法稱為。
- 連體形：用來修飾體言（如形式名詞、或），或是接續替代和的（代用體言）。外型與終止形相同，因為現代終止形被連體形同化。
- 假定形：可接續助詞來表示假設或確定條件。
- 命令形：大多表示不禮貌或熟人間的直接命令，或是路標的警示。可以接續終助詞來強調命令的口氣。

以行五段動詞為例：
| 活用形 | 句子                                     | 中譯                                                                                 |
| 未然形 | mō Hashiranaide.                         | 別再跑了。 （接表否定的助動詞「」）                                                  |
| 連用形 | Gōru ni tsuku made ni, Hashitte iku.     | 在到達終點之前，要繼續跑下去。又譯：要一直/繼續跑到終點。 （接補助動詞「」，表繼續） |
| 終止形 | Inu ga hashiru.                          | 狗（在）跑。                                                                         |
| 連體形 | Hashiru koto ga dekiru.                  | 直譯：「跑」這件事，做得到。意譯：能（夠）跑。 （接續形式名詞「」來名詞化）          |
| 假定形 | Mainichi hashireba, karada ga yoku naru. | （如果）每天跑步，（身體）就能健康。 （接表假設的「」）                              |
| 命令形 | Hayaku hashire.                          | 快（點）跑！ （帶命令語氣）                                                          |

#### 活用規則與活用種類
活用形由不會變化的語幹和會變化的活用語尾所組成。
 =  + 
但也有動詞分析不出語幹，只能全部視為活用語尾。（如下面講的行变格）
依照活用語尾的不同，可以將動詞分為下列活用種類：（注意同一段有相同母音，同一行有相同子音）
- 五段: 活用語尾只有一個假名，在全部五段音（  ）上變化。
- 上一段：活用語尾以段音開頭 （段是動詞終止形 尾音的上一段）。
- 下一段：活用語尾以段音開頭（段是動詞終止形尾音的下一段）。
- 下二段： 活用語尾以與段音開頭，源自古典下二段。
- 行变格：活用語尾以行音開頭
- 行变格：活用語尾以行音開頭。

如字典上說是行五段動詞，意思是：
- 這個動詞是五段活用，所以它的活用語尾只有一個假名。
- 它的活用語尾的首假名落在行。
- 是它的終止形

現代日語的終止形活用語尾一定是以段音結尾，所以的語幹是。
若想知道的未然形，因五段未然形語尾共同的部分是母音 /a/，所以的未然形活用語尾會是，這樣的未然形是「 +  → 」。
再舉一個例子，字典上說是行下一段動詞，意思是：
- 這個動詞是下一段活用，所以它的活用語尾以段音開頭。
- 它的活用語尾的首假名落在行。
- 是它的終止形

沒有語幹，原來的語幹已經於近世日語脫落了。所以整個動詞都是活用語尾。
若想知道的連用形，因為下一段連用形的活用語尾是單單一個段假名，所以連用形就是。
總結來說，同活用種類的動詞只有活用語尾的開頭子音不同。以下是不同活用種類的動詞活用形的詳細變化：
|   |         | -a （）     | -i （） | -u    | -u    | -e        | -e          |
|   | -a （） | -i （）     | -u      | -u    | -e    | -e        |             |
|   | -       | -i          | -i      | -iru  | -iru  | -ire      | -iro -iyo   |
|   | -i      | -i          | -iru    | -iru  | -ire  | -iro -iyo |             |
|   |         | -e          | -e      | -eru  | -eru  | -ere      | -ero -eyo   |
| - |         |             |         |       |       |           |             |
|   | -       | e           | e       | uru   | uru   | ure       | eyo         |
|   | -       | ko          | ki      | kuru  | kuru  | kure      | koi         |
|   | -       | -si -se -sa | -si     | -suru | -suru | -sure     | -siro -seyo |
|   |         |             |         |       |       |           |             |

注意上表行五段動詞的未然形變化是不規則的，這是來自於假名的讀音變化，詳見下面五段動詞一節。

#### 五段活用
以下為五段動詞變化的範例：
| 尾音 |         | 未然形 | 未然形 （接助動詞時） | 連用形 | 終止形 | 連體形 | 假定形 | 命令形 |
|      | aruku   | -      | -                     | -      | -      | -      | -      | -      |
|      | nugu    | -      | -                     | -      | -      | -      | -      | -      |
|      | hanasu  | -      | -                     | -      | -      | -      | -      | -      |
|      | matsu   | -      | -                     | -      | -      | -      | -      | -      |
|      | shinu   | -      | -                     | -      | -      | -      | -      | -      |
|      | tobu    | -      | -                     | -      | -      | -      | -      | -      |
|      | shizumu | -      | -                     | -      | -      | -      | -      | -      |
|      | hashiru | -      | -                     | -      | -      | -      | -      | -      |
|      | utau    | -      | -                     | -      | -      | -      | -      | -      |

特別注意以下幾點：
- 行五段動詞的未然形看起來是不規則變化的，但這其實是發音變遷造成的結果；比如說上表的是由中古日語的行四段動詞演變而來的，原來六個活用形為。一開始中古日語的行子音都是/ɸ/，但平安時代初期開始 （非複合詞的）字中字尾的行音開始與行開始混淆（ハ行轉呼）；而隨時代演進，除之外，這些混淆的行與行音更進一步的失去子音（/w/或/β/），而部分地與行音融合。所以現代假名遣出於盡可能精確拼音的考慮，規定除助詞和之外，舊假名的若其發音實際上為，那須遵照其實際發音拼寫。這樣就演變成現代的五段變化。
- 五段動詞未然形活用語尾雖然是段，但在接續推量助動詞時，因過去的發音變化而變成段；中古推量助動詞在平安時代常常音便成，並進一步於鎌倉時代音變成現代推量助動詞[參⁠ 10]，另外，「段音+」組合的發音在約莫11世紀（平安时代末期）開始演變成 /o:/，這個現象被稱為「 」 [參⁠ 11]。為此，基於精確表音的理由，現代假名遣規定舊假名「段音+」的組合，須改寫成「段音+」來表示長 /o/ 的音，而這就是接續時未然形活用語尾變成段的原因。

- 五段動詞連用形在接續助词（及其衍伸詞如） 和助動詞（的任一種活用形）時，大多會為了方便而簡化發音，也就是所謂的。[註⁠ 19]其中標準日語和東日本方言有下表所示的音便：

| 音便类型 | 發生於 | 动词（终止形） | 连用形接续「て」 | 音便结果  |
| -------- | ------ | -------------- | ---------------- | --------- |
| 促音便   | タ行   |                |                  |           |
| 促音便   | ラ行   |                |                  |           |
| 促音便   | ワア行 |                |                  |           |
| 促音便   |        |                |                  |           |
| 音便     | カ行   |                |                  |           |
| 音便     | ガ行   |                |                  |           |
| 拨音便   | ナ行   |                |                  |           |
| 拨音便   | バ行   |                |                  |           |
| 拨音便   | マ行   |                |                  |           |
| ウ音便   | 、、   | 、、           |                  | [ 註⁠ 23 ] |
| 不發生   | サ行   |                |                  |           |

- 有些五段的尊敬語的是不規則變化的；如（的尊敬語）、（的尊敬語）、（的尊敬語）、（的尊敬語）和丁寧助動詞接續時，其連用形會有音便，也就是變成，而且它們的命令形語尾為，但與助詞接續時不會音便[註⁠ 24]。但（的尊敬語）接續不會有音便（也就是）且命令形也是規則變化（也就是），與助詞接續時也不會音便。
- 西日本方言中，段是屬於音便的，如「笑うて/わろうて」「言うて/いうて」「沿うて/そうて」。

#### 上一段、下一段活用
由於兩者的活用語尾只差在開頭的假名，因此二者常被合稱為。其規則如下：
|  | -i | -i | -iru | -iru | -ire | -iro -iyo |
|  | -e | -e | -eru | -eru | -ere | -ero -eyo |

但注意到行下一段動詞（給）的命令形卻比較常用，而規則變化的型態反而被視為古舊且過時的。

#### 下二段活用
這個現代活用分類是將古典行下二段動詞的終止形變成（也就是被連體形同化）而成的：
|   |   |     |     |     |     |  |
| e | e | uru | uru | ure | eyo |  |

其實從古典動詞還演化出另一個現代行下一段動詞，但它和本節的主題在語意上相差不大。

#### カ行変格活用
カ行变格活用動詞只有一个，（kuru，來）。
|    |    |      |      |      |     |  |
| ko | ki | kuru | kuru | kure | koi |  |

#### サ行変格活用
行变格活用動詞包括了（suru，「作...」的意思），以及與結合而成的複合動詞（如：等等）。其規則如下：

|             |     |       |       |       |             |  |
| -se -si -sa | -si | -suru | -suru | -sure | -siro -seyo |  |
|             |     |       |       |       |             |  |

- 事實上才是從古典的行变格直接繼承而來的未然形，但現代只會用於與古典否定助動詞「 」接續；被拿來用來與現代否定助動詞與推量助動詞接續[註⁠ 25]；而則是用來與受身、尊敬助動詞和使役助動詞接續的。
- 未然形事實上是行变格五段化的結果，甚至可以直接將上表的轉變成意義上完全相同的新行五段動詞[參⁠ 12]。
- 類似的，口語中不少以结尾的サ行変格动词也上一段化，如下表的上一段動詞來自於的上一段化[參⁠ 12]：

|  |  |  |  |  |  |

### 形容詞
現代日文形容詞（教育文法稱為形容詞）沒有命令形，以下簡單介紹現代日語形容詞各活用形的主要功用：
- 未然形[註⁠ 26]：用來接續推量助動詞[註⁠ 27]，但不能接續否定助動詞。
- 連用形：
  - [註⁠ 28]：用來接續助動詞和助詞[註⁠ 29][參⁠ 13]。
  - [註⁠ 30]：修飾後面的用言（副詞法），或是接在前暫時中止句子（中止法 ），也可以接續否定用的補助形容詞和助詞。
- 終止形：用於結束一段句子（可接終助詞），或是接續傳聞助動詞、推定助動詞和丁寧型的斷定助動詞，外型與連體形相同。
- 連體形：用來修飾體言 (名詞、數詞和代名詞)，或是接續助詞、[註⁠ 31]或、等等源於名詞的副助詞，外型與終止形相同。
- 假定形[註⁠ 32]：可接續助詞來表示假設或確定條件。

想對形容詞使用命令語氣可以用「連用形+ (的命令形)」，以下為形容詞的活用規則與範例：
| -karo | -ka -ku | -i | -i | -kere |

雖然形容詞的終止形與連體形外型相同，但演變的過程其實是音便後正好變得一模一樣：
- 終止形： → (/si/ → /i/)
- 連體形： → (/ki/ → /i/)

所以並非如動詞那樣，是終止形被連體形同化。
連用形事實上是古典形容詞カリ活用的殘跡，歷史上經過了：
的音便。但這個殘跡仍保留專門接續助動詞（或其衍伸詞）的規則。
| 活用形 | 句子                                                                                      | 中譯                                                                                         |
| 未然形 | Hokkaidō wa taisetsude sazo samukarō. 現代慣用法： Hokkaidō wa taisetsude sazo samuidarou | 北海道下大雪，想必很冷吧！ （接推量助動詞「」，表推測） 現代慣用法是以形容詞連體形去接續「」 |
| 連用形 | Ensoku wa tanoshikatta.                                                                   | 旅行很愉快。 （接續助動詞「」，表過去）                                                      |
| 連用形 | Ro ga shiroku hikaru.                                                                     | 露珠亮晶晶地閃耀。 （修飾動詞「」）                                                          |
| 連用形 | Kao mo utsukushiku, kokoro mo yasashī.                                                    | 長得很美，心地也很善良。 （接在「」前暫時中止句子）                                          |
| 連用形 | Kono ie wa amari hirokunai.                                                               | 這房子不太寬大。 （接續補助形容詞「」來否定狀態）                                            |
| 連用形 | Itaku mo kayuku mo nai.                                                                   | 不痛也不癢。 （接續表同類層疊和強調的助詞「」，注意這裡的「」是補助形容詞）                  |
| 終止形 | Sora ga aoi.                                                                              | 天空是藍色的。                                                                               |
| 終止形 | Kono hon wa ōkīdesu.                                                                      | 這本書很大。 （接續丁寧型的斷定助動詞「」）                                                  |
| 連體形 | Samui fuyu                                                                                | 寒冷的冬天 （修飾名詞「」）                                                                  |
| 連體形 | Yasui node yoku ureru.                                                                    | 因為便宜所以賣得很好。 （接續表原因的助詞「」）                                              |
| 假定形 | Tenki ga yokereba, soto de asobou.                                                        | 如果天氣好，就在外面玩吧。 （接表假設的「」）                                                |

### 形容動詞
現代形容動詞（教育文法稱為形容詞）的活用分為兩種，分別介紹如下。

#### 
是形容動詞主要的活用，它沒有命令形，以下是它各活用形的主要用法：
- 未然形：用來接續推量助動詞，但不能接續否定助動詞。
- 連用形：
  - ：用來接續動詞和形容詞型的；也可以接在前來暫時中止句子（中止法 ），也可以接續助詞。
  - ：用來接續助動詞。
  - ：修飾後面的用言（副詞法）。
- 終止形：用於結束一段句子（可接終助詞 ），也可接續其他助詞如、，或是接續傳聞助動詞。
- 連體形：用來修飾體言 (名詞、數詞和代名詞)，或是接續助詞(如） 和表樣態的[註⁠ 36]。
- 假定形：可接續助詞來表示假設或確定條件，但口語上普遍省略。

欲使用命令語氣，可以使用「連用形+ (的命令形)」。其活用變化揉合古典形容動詞的活用和現代斷定助動詞的活用，以下為詳細活用規則和使用範例：
| 未然形 | 連用形      | 終止形 | 連體形 | 假定形 |
| ------ | ----------- | ------ | ------ | ------ |
| -daro  | -de -da -ni | -da    | -na    | -nara  |

| 活用形 | 句子                                                 | 中譯                                                                          |
| 未然形 | Kotoshi mo tanabata matsuri wa nigiyakadarou.        | 今年七夕祭也會很熱鬧吧! （接續推量助動詞「」，表對未來的推測）                |
| 連用形 | Kare no taido wa rippadearu.                         | 他的態度光明正大。（直譯：毫無缺點） （接續動詞「」來表狀態）                 |
| 連用形 | Kare no taido wa rippadenai.                         | 他的態度不磊落。 （接續補助形容詞「」來否定狀態）                             |
| 連用形 | Karada ga hiyowade wa nani mo dekinai.               | 身體虛弱的話甚麼都不能做。 （接續提示主題的助詞「」）                         |
| 連用形 | Shinryoku no shoka wa sawayakade, wakaba ga Kireida. | 翠綠的初夏令人心曠神怡(直譯為朗爽)，嫩葉美不勝收。 （接在「」前暫時中止句子） |
| 連用形 | Imōto wa kodomo no koro kara jōbudatta.              | 妹妹從小就很健壯。 （接續助動詞「」，表持續狀態）                             |
| 連用形 | Kono kyokunara kantanni hikeru.                      | 如果是這首曲子，那很容易就會彈。 （修飾「」的可能動詞「」）                   |
| 終止形 | Kare wa akaruku sunaoda.                             | 他(個性)開朗誠實。                                                            |
| 終止形 | Kaze wa shizukadaga, ame ga futte iru.               | 雖然沒有刮風(直譯：風是靜的)，卻下著雨。 （接續表轉折的助詞「」）             |
| 連體形 | Nodokana hi                                          | 風和日麗(直譯：天候平穩)的一天 （修飾名詞「」）                               |
| 連體形 | Kono mondai wa kantan'na yōda.                       | 這個問題似乎很容易。 （接續表樣態的「」）                                     |
| 連體形 | Shinkei ga komayakana dake ni yoku kigakiku.         | 非常細心（直譯：神經很纖細）所以想得很周到。 (接續表程度的助詞「」)           |
| 假定形 | Iyanara(ba) hakkiri itte kure.                       | 不喜歡就給我說清楚！ (接續助詞「」來表示條件，但「」普遍省略)                 |

- 連體形特殊的形容動詞 - 「（onajida，相同的）」有兩種連體形。第一個主要是在連接格助詞、接續助詞、的時候使用。第二是在連接體言時使用。也有人將後著分類於連體詞。除了之外，「（kon'nada，這樣的）」「（son'nada，那樣的）」「（an'nada，那樣的）」「（don'nada，哪樣的）」之類的，也都一樣。不過，的意思像「(一樣是～的話)」和「同樣、反正」的時候，「同じ」屬於副詞。
- 只有連體形的形容動詞 - 「（ōkina，大的）」也有人分類於連體詞。但是，它和連體詞的不同，可能成為被修飾語。再者、從原本屬於形容動詞的角度來看，本來是形容動詞的說法，不過其活用形幾乎都消失了，只剩下連體形存在於現代日語。這個說法也沒有什麼矛盾。除了，還有「（chiisana，小的）」「（okashina，可笑的、奇怪的）」之類的，也都一樣。

#### 型活用
形容動詞的型活用是文語中的活用殘留下來的一部分。常常用在標題、標語等需要表達強烈感情之處或是公文等正式嚴肅之處。型活用的詞往往是漢字疊字詞或是以結尾的詞，例如等等，其規則如下：
| 活用形 | 未然形 | 連用形 | 終止形 | 連體形 | 假定形 |
| ------ | ------ | ------ | ------ | ------ | ------ |
| 詞尾   | ○      | -      | ○      | -      | ○      |
| 例詞   |        |        |        |        |        |
|        |        |        |        |        |        |

從功能而不是語源上考慮的話，可將等視爲副詞，等視爲連體詞。

### 助動詞
- 五段型：たがる、やがる
- 下一段型：（ら）れる、（さ）せる
- 形容詞型：ない、たい、らしい
- 形容動詞型：だ、ようだ、です
- 不変化型：（よ）う、まい
- 特殊型：ぬ（ん）、た、ます

## 古典日语的活用
須注意所謂的古典日語狹義來說是平安時代的中古日語，但廣義上不少奈良時代時或之前的上古日語（如萬葉集的某些和歌），還有符合中古日語語法標準的後世書面語也會被劃入古典日語。所以讀者要盡可能了解自己閱讀的＂古典日語＂的原文是源於哪個時代。
古典活用形有以下六種：、和。其中已然形和部分的未然形演變成現代的。
古典日語和現代日語有幾點重要的差異，第一點是全部六個活用形幾乎都能與不同的助動詞接續，甚至同一個古典助動詞會因不同文意，甚至是接續它的用言的品詞、活用種類的不同而有不同的接續要求；另外一點是係結法則的存在。除了這兩點，能與古典助詞接續的活用形也很多元。這造成了各個古典活用形的功用大半要以助動詞和助詞的接續規則來敘述，所以以下介紹古典活用形功用的時候，都是舉主要的接續用例而非窮舉。

### 動詞
除去係結法則，古典動詞的活用形大致上有以下的功能：
- 未然形：可接續否定助動詞、某些推量助動詞（如），或是接續助詞來表示假設條件；也就是大致上來說表達尚未實現的動作或狀態。
- 連用形：用來接續用言和某些助動詞(如完了助動詞、過去助動詞)，或是表示句子的中頓。也可以直接名詞化。
- 終止形：用於結束一段句子（可接終助詞 ）；或接續某些助動詞(如推量助動詞)；也可以接續助詞表逆接("即使．．．也")的確定條件。
- 連體形：用來修飾體言，直接充當體言，或是置於句尾表詠嘆。
- 已然形：接續助詞、表確定條件（原因、理由或推理前提），也就是大致上來說表達已經實現的動作或狀態。
- 命令形：表示不禮貌的直接命令，可以接續終助詞來強調命令的口氣。

| 活用形 | 句子                                                                             | 中譯 |
| 未然形 | (《方丈記》) mata sira-zu.                                                       | 我也不知。 （接續否定助動詞「」） |
| 未然形 | (《枕草子》) ake-mu to nara-ba, tada iri-ne-kasi.                                | 如果想開門(直譯：如果變的想開)，就進去啊! 紅色部分的未然形接續推量助動詞「」表意向； 藍色部分的未然形接助詞「」表假設條件。 注意這裡的「」是完了助動詞「」的命令形，而「」在這裡實際上表達的是由原來完了意義而延伸出的確信語氣。「」是相當於現代「」的終助詞。 |
| 連用形 | (《徒然草》) douzai-ni isogi nanboku-ni wasiru.                                  | 東奔西跑，南北穿梭。 （表示句子的中頓） |
| 連用形 | (《萬葉集第121首》) yufu sara-ba siho mitiki-na-mu.                              | 黃昏的話，一定會漲潮(直譯：潮水一定會滿著來吧) （連用形「」接續「」而成為新的複合動詞；而「」的連用形「」接續完了助動詞「」來表示確信的語氣，但「」為了要接續推量助動詞「」所以才必須改為未然形「」） |
| 終止形 | (《徒然草》) ko-no-simasime bannji-ni wataru-besi.                               | 此條戒律(應)通行於萬事。 （接續推量助動詞「」） |
| 終止形 | (《徒然草》) tatohi jibi-koso kireusu-tomo, inoti-bakari-ha nado-ka iki-zara-mu. | 即使失去耳鼻(直譯：縱使耳鼻切掉失去的話)，要怎樣才保不住性命呢？ （接續助詞「」表示逆接的確定條件） 紅色和藍色各代表一組係結法則的關係，但是紅色部分因為被係結的字後有一個接續助詞「」，所以係結法則消滅不起作用；但是藍色的部分仍然有效而限定句尾的「」須為連體形。 因為推量助動詞「」要求與之接續的助動詞或用言為未然形，所以否定助動詞「」要寫成接續助動詞用的未然形「」。 |
| 連體形 | (《枕草子》) momo-no-hana-no ima saki-hajimuru.                                  | 桃花（現在）含苞待放。（直譯:開始開花。） （行下二段動詞「」的連體形置於句尾表詠嘆。注意紅字的「」是古典特有表主語的用法。） |
| 已然形 | (《土佐日記》) kaze fuke-ba e-ide-tata-zu.                                       | 因為起風，不能出發。 （接續助詞「」表確定條件，注意「」是延伸自動詞「」連用形的副詞，如果下面伴隨著否定語的話，意思就是＂這樣的話....就不能＂） |
| 已然形 | (《竹取物語》) fumi-wo kaki-te yare-domo, kaherigoto-mo sezu.                    | 雖然寫信送過去，但沒有回信。 （接續助詞「」表逆接確定條件） |
| 命令形 | (《今昔物語集》) yoku kike.                                                      | 好好聽著! |

古典動詞所有活用變化的種類如下：
- 四段活用：取名自於活用语尾第一個假名在段中发生活用，演變成現代五段活用的主要部分。
- ラ行變格：取名自活用语尾第一個假名在行，且為變格活用，演變成現代五段活用的一部分。
- ナ行變格：取名自活用语尾第一個假名在行，且為變格活用，演變成現代五段活用的一部分。
- 下一段：取名自活用语尾第一個假名在段(也就是的下一段)，古典動詞裡只有，現代演變成五段活用的一員。
- 下二段 ：取名自活用语尾第一個假名在段兩段，大都演變成現代的下一段活用。
- 上一段：取名自活用语尾第一個假名在段(也就是的上一段)，直接演變成現代的上一段。
- 上二段：取名自活用语尾第一個假名在在两段，併入了現代的上一段。
- カ行變格：取名自活用语尾第一個假名在在行，只有，直接演變成現代的カ行變格的。
- サ行變格：取名自活用语尾第一個假名在在行，直接演變成現代的サ行變格。

特別注意到和現代活用種類同名的古典活用種類，兩者的變化規則是有差異的。
以下是古典動詞的活用總表，括弧內代表的是活用語尾不隨個別動詞變動的部分:
|  |      |      | (-a)  | (-i)   | (-u)   | (-u)     | (-e)     | (-e)      |
|  |      | (-a) | (-i)  | (-u)   | (-uru) | (-ure)   | (-e)     |           |
|  |      | (-a) | (-i)  | (-i)   | (-u)   | (-e)     | (-e)     |           |
|  | -    | (ke) | (ke)  | (keru) | (keru) | (kere)   | (ke[yo]) |           |
|  |      | -    | (-e)  | (-e)   | (-u)   | (-uru)   | (-ure)   | (-e[yo])  |
|  | (-e) | (-e) |       | (-uru) | (-ure) | (-e[yo]) |          |           |
|  |      | -    | (-i)  | (-i)   | (-iru) | (-iru)   | (-ire)   | (-i[yo])  |
|  |      |      |       |        |        |          |          |           |
|  |      | (-i) | (-i)  | (-u)   | (-uru) | (-ure)   | (-i[yo]) |           |
|  |      | -    | (ko)  | (ki)   | (ku)   | (kuru)   | (kure)   | (ko)      |
|  |      | -    | (-se) | (-si)  | (-su)  | (-suru)  | (-sure)  | (-se[yo]) |
|  |      |      |       |        |        |          |          |           |

### 形容詞
| 活用形   | 接續場合 | 語幹 | 未然形            | 連用形            | 終止形    | 連体形            | 已然形            | 命令形            |
| -------- | -------- | ---- | ----------------- | ----------------- | --------- | ----------------- | ----------------- | ----------------- |
| ク活用   | 本活用   | 高   | (–く)             | –く (-ku)         | –し (-si) | –き (-ki)         | –けれ (-kere)     |                   |
| ク活用   | カリ活用 | 高   | –から (-kara)     | –かり (-kari)     |           | –かる (-karu)     |                   | –かれ (-kare)     |
| シク活用 | 本活用   | 美   | (–く)             | –しく (-siku)     | –し (-si) | –しき (-siki)     | –しけれ (-sikere) |                   |
| シク活用 | カリ活用 | 美   | –しから (-sikara) | –しかり (-sikari) |           | –しかる (-sikaru) |                   | –しかれ (-sikare) |

### 形容動詞
| 活用形   | 語幹   | 未然形 | 連用形    | 終止形 | 連体形 | 已然形 | 命令形 |
| -------- | ------ | ------ | --------- | ------ | ------ | ------ | ------ |
| ナリ活用 | あはれ | ―なら  | ―なり ―に | ―なり  | ―なる  | ―なれ  | ―なれ  |
| タリ活用 | 堂々   | ―たら  | ―たり ―と | ―たり  | ―たる  | ―たれ  | ―たれ  |